# Будівництво 500 і ВТТ
Будівни́цтво 500 (рос. Управле́ние строи́тельства № 500) - управління будівництва і таборів залізничної лінії Комсомольськ-Совєтська Гавань.

## Історія
Будівництво 500 було створено в 1943 році. Начальник - інженер-полковник Гвоздьовський Федір Олексійович.
Управління Будівництва 500 розташовувалося спочатку в місті Комсомольськ-на-Амурі, Хабаровський край. Оперативне командування здійсьнювало Головне управління таборів залізничного будівництва (рос. ГУЛЖДС).
Максимальна одноразова кількість ув'язнених могло становити більше 20 500 чоловік.
До складу Будівництва 500 входили:
- Східний ВТТ у складі Будівництва 500,
- Нижньо-Амурський ВТТ,
- Перевальний ВТТ.

Будівництво 500 припинило своє існування в 1946 році після структурного об'єднання з Амурським ГУЛЖДС і утворенням Амурського управління будівництва БАМ та будівництва 500.